# Аринордоки, Иманоль
Иманоль Аринордоки (фр. Imanol Harinordoquy, баск. Imanol Harinordoki, родился 20 февраля 1980 в Байонне) — французский регбист баскского происхождения, игравший на позиции восьмого (стягивающего). Известен по выступлениям за «Биарриц Олимпик» и сборную Франции.

## Биография

### Ранние годы
Уроженец Байонны. Детство провёл в местечке Сен-Жан-Пье-де-Пор вместе со своим отцом Люсьеном. В детстве занимался баскской пелотой, плаванием, футболом и дзюдо. В возрасте 14 лет получил серьёзную травму колена и вынужден был отказаться от карьеры футболиста, предпочтя регби по совету друзей. На тот момент Иманоль, по своим словам, абсолютно не был знаком с этим видом спорта.

### Клубная карьера
Начинал карьеру в составе команды «Нафарроа», в 1999 году вошёл в состав команды «Пау», которая дошла в том сезоне до полуфинала чемпионата Франции и вышла в Кубок Европы. Проведя некоторое время в клубе и не добившись значительных успехов за два сезона, Иманоль ушёл в «Биарриц Олимпик», где выступал до 2014 года. В сезоне 2004/2005 в еврокубковой кампании благодаря стараниям Иманоля «Биарриц» вышел в полуфинал Кубка Хейнекен, справившись попутно с английскими командами «Лондон Уоспс» и «Лестер Тайгерс», но уступив за шаг до финала соотечественникам из «Стад Франсе» после попытки Кристофа Доминичи. Своеобразный реванш в том сезоне «баски» взяли в финале чемпионата Франции в овертайме, победив со счётом 37:34 (финал стал самым результативным в истории чемпионатов Франции).
На следующий год «Бьярриц» вышел уже в финал Кубка Хейнекен, но всё же уступил ирландскому «Манстеру». Повторять ошибки прошлых лет и проигрывать два раза подряд парижанам «баски» не хотели, поэтому бросили все силы на победу в финале чемпионата Франции. В полуфинале Топ 14 с большим трудом им удалось сломить сопротивление «Перпиньяна» благодаря дроп-голу и 12 очкам Жюльена Дюпуя, а в финале была побеждена «Тулуза», которая выбила «Стад Франсе» в полуфинале. Счёт 40:13 не оставил никаких сомнений в чемпионстве басков. Вскоре клуб также стал играть и на стадионе «Аноэта» в Испании, в городе Доностия-Сан-Себастьян. В 2006 году Иманоль Аринордоки вошёл в третью линию клуба вместе с Сержом Бетсеном, Тьерри Дюсатуа и Тома Льевремоном: эта группа стала ударной и в сборной Франции.
В Кубке Хейнекен 2008/2009 года «Биарриц» потерпел болезненные поражения от «Глостера» и «Кардифф Блюз», заняв второе место и не попав по дополнительным показателям в плей-офф. В конце сезона «Биарриц» с большим трудом обыграл «Стад Франсе» и занял 5-е место, выбравшись в еврокубки. В сезоне 2013/2014 исчерпавшие свои силы «баски» выбыли из Топ-14, что вынудило Иманоля сменить клуб: его новой командой стала «Тулуза». Во время одного из матчей Иманоля за «Биарриц Олимпик» против «Авирон Байонне» после занесения попытки командой из Байонны на поле вспыхнула драка. В драку включился даже отец Иманоля Люсьен, следивший за игрой с трибун и выбежавший на поле в разгар потасовки: его начали бить байоннцы, но игроки «Биаррица» во главе с Иманолем увели пострадавшего с поля. По окончании сезона 2015/2016 Аринордоки завершил карьеру.

### Карьера в сборной
16 февраля 2002 Иманоль дебютировал за сборную Франции в матче против Уэльса, завершившегося победой французов 37:33. Его игра позволила команде выиграть Большой шлем в 2002 и 2004 годах, в 2003 году Иманоль был формальным вице-капитаном сборной Франции на чемпионате мира (он занёс попытки в победных встречах против Ирландии, Шотландии и Фиджи). Из-за травмы плеча, полученной в матче чемпионата Франции, он пропустил некоторое время, однако в сезоне 2005/2006 в Кубке шести наций совершил возвращение и попал в заявку на чемпионат мира 2007 года.
Пропустив Кубок шести наций 2008 года, Иманоль вернулся в сборную в июне месяце для очередного турне, в рамках которого Франция играла против Аргентины и команды «Пасифик Айлендерс». Из-за повреждения мениска он не сыграл на Кубке шести наций 2009 года, зато отличился на чемпионате мира 2011 года: его блистательная игра помогла Франции обыграть Англию в четвертьфинале и стать ему лучшим игроком матча. На том турнире Франция завоевала серебряные медали, проиграв Новой Зеландии в финале.

### Личная жизнь
Имеет высший сертификат техника (научная степень выше бакалавра во французской системе образования) в области управления сельским хозяйством.
Жена — Бетина, есть сын Хуан (родился 27 декабря 2009).